# 맥신 도일

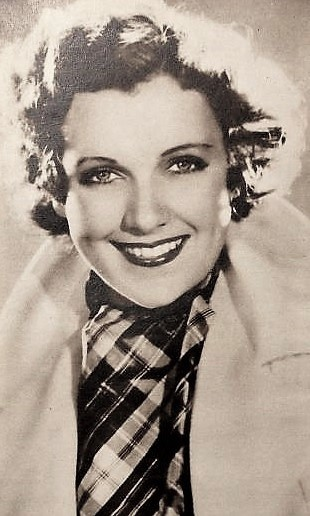

맥신 도일(Maxine Doyle, 1915년 1월 1일 ~ 1973년 5월 7일)은 미국의 배우, 영화배우이다.
샌프란시스코에서 태어났으며 우들랜드힐스에서 사망하였다. 사인은 암이다.  포리스트 론 메모리얼 파크에 매장되었다.

## 영화
- 여인네들 (1934년)
- 스튜던트 투어 (1934년)
- 패션스 오브 1934 (1934년)